# Xanthostemon longipes
Xanthostemon longipes är en myrtenväxtart som beskrevs av André Guillaumin. Xanthostemon longipes ingår i släktet Xanthostemon och familjen myrtenväxter. Inga underarter finns listade i Catalogue of Life.